# Tachina enodata
Tachina enodata là một loài ruồi trong họ Tachinidae.